# Christoph Degenhart

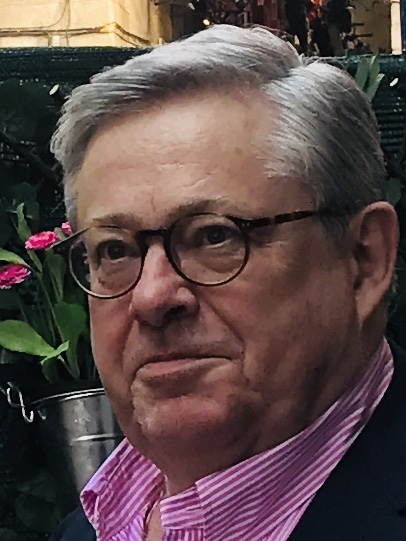
Christoph Degenhart (2017)

Christoph Degenhart (* 3. Dezember 1949 in München) ist ein deutscher Rechtswissenschaftler. Er ist emeritierter Professor für Staats- und Verwaltungsrecht der Universität Leipzig. Von 2010 bis 2020 war er Richter am Verfassungsgerichtshof des Freistaates Sachsen.

## Leben
Degenhart ist der Sohn des Juristen Max Degenhart (1910–1974), der u. a. Senatspräsident am Bayerischen Obersten Landesgericht und Mitautor des Palandt war. Christoph Degenhart studierte Rechtswissenschaften an den Universitäten München und Lausanne. Während seines Studiums war er Stipendiat der Studienstiftung des Deutschen Volkes und des Cusanuswerks. Seine Staatsexamina legte er in den Jahren 1973 und 1976 ab. 1975 wurde er in München mit der Dissertation Systemgerechtigkeit und Selbstbindung des Gesetzgebers als Verfassungspostulat promoviert; 1980 folgte die Habilitation in München mit der Arbeit Kernenergierecht: Schwerpunkte – Entscheidungsstrukturen – Entwicklungslinien.
Zunächst lehrte er in Erlangen, bevor er 1981 einem Ruf an die Universität Münster folgte. 1991 wechselte er an die Universität Leipzig, um an der Neugründung der dortigen Juristenfakultät mitzuwirken. Von 1992 bis zu seiner Emeritierung im Oktober 2016 war er Inhaber des dortigen Lehrstuhls für Staats- und Verwaltungsrecht. Sein Nachfolger auf dem Lehrstuhl wurde Hubertus Gersdorf.
Des Weiteren war Degenhart Direktor des Instituts für Rundfunkrecht. Er wurde 1998 vom Sächsischen Landtag zum sachverständigen Mitglied des Medienrats der Sächsischen Landesanstalt für privaten Rundfunk und neue Medien gewählt und 2004 wiedergewählt. Nachdem das Gesetz eine erneute Wiederwahl nicht zuließ, endete seine Amtszeit im Dezember 2010. Im November 2010 wurde Degenhart vom Sächsischen Landtag zum ordentlichen, nicht berufsrichterlichen Mitglied des Verfassungsgerichtshofs des Freistaats Sachsen gewählt, dem er bis dahin als stellvertretendes Mitglied angehört hatte. Seine Amtszeit endete im Juni 2020.
Die Forschungsschwerpunkte Degenharts sind das Staatsrecht, das Medienrecht sowie Teilbereiche des Umweltrechts (Atomrecht). Degenhart ist ständiger Mitarbeiter der Zeitschrift Kommunikation und Recht sowie Mitglied des Beirats der Revista catalana de dret public; er ist Mitglied des Kuratoriums von Mehr Demokratie.

## Prozessvertreter

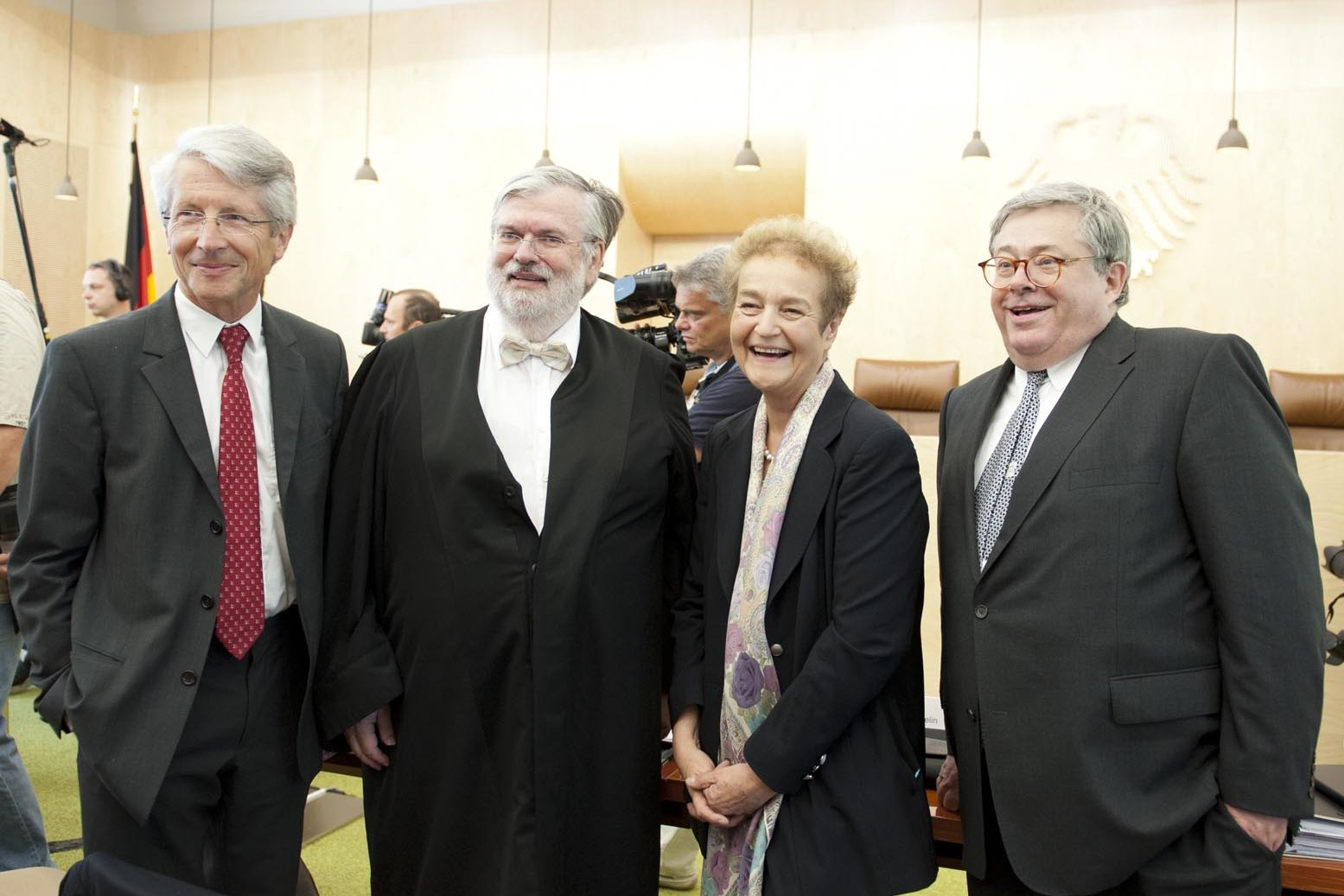
Degenhart (rechts) mit Dietrich Murswiek, Wolf-Rüdiger Bub und Herta Däubler-Gmelin beim BVerfG-Verfahren zum Europäischen Stabilitätsmechanismus

Degenhart war und ist Prozessvertreter in Verfahren vor dem Bundesverfassungsgericht, dem Bundesverwaltungsgericht und Verfassungsgerichten der Länder sowie dem Europäischen Gerichtshof.
Er hat u. a. sechs Bundesländer im Normenkontrollverfahren gegen das Studiengebührenverbot des Bundes sowie die Bundesregierung im Verfahren um den Braunkohletagebau Garzweiler vertreten. Er war als Vertreter von Mehr Demokratie Mitverfasser einer 2012 erhobenen Verfassungsbeschwerde zu Euro-Rettungsschirm und Europäischem Fiskalpakt. Degenhart vertrat mehrere Beschwerdeführer aus der Wirtschaft in einem Verfassungsbeschwerdeverfahren gegen das QE-Programm, also die Anleihenkäufe der EZB. Mit Urteil vom 5. Mai 2020 hat das Bundesverfassungsgericht der Verfassungsbeschwerde stattgegeben und damit zum ersten Mal in seiner Geschichte einem Urteil des EuGH die Gefolgschaft verweigert. Degenhart vertrat eine Verfassungsbeschwerde gegen den Eigenmittelbeschluss der EU – „Next Generation EU“, die mit Urteil des Bundesverfassungsgerichts vom 6. Dezember 2022 zurückgewiesen wurde.
Degenhart hat u. a. im Auftrag des Bundesverbandes Deutscher Zeitungsverleger das Verfahren um die Tagesschau-App, die 2016 nach Revision vor dem BGH als rechtswidrig gewertet wurde, gutachterlich begleitet, ebenso das Verfahren „Crailsheimer Stadtblatt“, das ebenfalls vom BGH mit Urteil vom 20. Dezember 2018 als rechtswidrig gewertet wurde. Im Auftrag des Mietwagenunternehmens Sixt legte er Verfassungsbeschwerde gegen den Rundfunkbeitrag ein. Degenhart vertritt die Landtagsfraktion Bündnis 90/Die Grünen im Bayerischen Landtag vor dem Bayerischen Verfassungsgerichtshof in einem Verfahren um die Verfassungsmäßigkeit des PAG-Neuordnungsgesetzes 2018, in dem es um die Verfassungsmäßigkeit der erweiterten Befugnisse der Polizei nach dem Bayerischen Polizeiaufgabengesetz geht. Er vertrat die Landesregierung von Sachsen-Anhalt vor dem Bundesverfassungsgericht im Verfahren um die Erhöhung des Rundfunkbeitrags.
Degenhart ist Prozessvertreter des Bündnisses Sahra Wagenknecht (BSW) vor dem Bundesverfassungsgericht im Verfahren auf Neuauszählung der Bundestagswahl 2025, nachdem das BSW bei der Wahl sehr knapp an der 5 %-Hürde scheiterte.

## Gutachten und Stellungnahmen

### Verfassungsmäßigkeit des Rundfunkbeitrags
Für den Handelsverband Deutschland erstellte Degenhart ein Gutachten zur Rechtmäßigkeit der Rundfunkgebühr, welche 2013 als Rundfunkbeitrag umfassend reformiert wurde. Degenhart kam zu dem Schluss, die Erhebung sei faktisch eine Steuer und zudem „mehrfach und in ungleicher Weise erhoben“ und verstoße damit gegen das Grundgesetz. Die Verfassungsbeschwerden gegen den Rundfunkbeitrag für Betriebsstätten und betrieblich genutzte Kraftfahrzeuge wurden vom Bundesverfassungsgericht jedoch zurückgewiesen.

### Verfassungsmäßigkeit des SPD-Mitgliedervotums
Zum Mitgliedervotum der SPD zum Koalitionsvertrag 2013 äußerte Degenhart verfassungsrechtliche Bedenken. Seiner Ansicht nach würde das Votum der Mitglieder eine faktische Bindung der Abgeordneten an das Votumsergebnis hervorrufen und die Wahlentscheidung entwerten, dies stehe im Widerspruch zu Art. 38 des Grundgesetzes (freies Abgeordnetenmandat). An der vom Bundesverfassungsgericht als unzulässig verworfenen Verfassungsbeschwerde gegen die Mitgliederbefragung war Degenhart nicht beteiligt. Das Bundesverfassungsgericht stellte darauf ab, dass das Mitgliedervotum nur eine parteiinterne Meinungsbildung darstellt; als solches ist es kein Akt der öffentlichen Gewalt, der mit der Verfassungsbeschwerde angegriffen werden könnte. Es sei rechtlich nicht und somit schon gar nicht für die Abgeordneten bindend, ein wesentlicher Unterschied zur üblichen Fraktionsdisziplin sei nicht zu erkennen.

### BR-Klassik
Nach Bekanntwerden der Absicht des Bayerischen Rundfunks, sein Klassikprogramm BR-Klassik künftig nur noch digital über DAB und nicht mehr über UKW auszustrahlen, erstellte Degenhart im Auftrag des Verbands privater Rundfunk und Telemedien (VPRT) ein Rechtsgutachten, in dem der Plan des BR als Verstoß gegen den Rundfunkstaatsvertrag und gegen den Grundversorgungsauftrag des BR gewertet wird. Das Vorhaben des BR wurde mittlerweile nicht mehr weiter verfolgt.

### Flüchtlingskrise 2015
Degenhart ist der Ansicht, dass die Bundesregierung im Jahr 2015 das Parlament hätte beteiligen müssen. Es handelte sich um eine „wesentliche Entscheidung“ auf Grund der damit verbunden finanziellen Belastungen des Bundeshaushaltes und der weitreichenden innenpolitischen Folgen für die Bundesrepublik. Dass eine Zustimmung des Bundestags nur im Rahmen von Art. 59 Abs. 2 Satz 1 GG erforderlich gewesen sein solle, weist Degenhart mit dem Argument zurück, dass es um keine genuine Angelegenheit im Bereich der auswärtigen Gewalt handele. Eine Klage vor dem Bundesverfassungsgericht, wie Bayern sie wiederholt androhte, hätte allerdings seiner Auffassung nach nur geringe Erfolgsaussichten gehabt.

## Veröffentlichungen (Auszug)
- Staatsrecht I. Staatsorganisationsrecht. Mit Bezügen zum Europarecht. 40. Aufl. C. F. Müller, Heidelberg 2024, ISBN 978-3-8114-6205-2.
- Klausurenkurs im Staatsrecht I. 6. Aufl. C. F. Müller, Heidelberg 2022, ISBN 978-3-8114-9742-9.
- Klausurenkurs im Staatsrecht II mit Bezügen zum Europarecht. 9. Aufl. C. F. Müller, Heidelberg 2021, ISBN 978-3-8114-9745-0.
- Kommentierung des Art. 5 GG. In: Rudolf Dolzer (Gesamt-Hrsg.): Bonner Kommentar zum Grundgesetz. Bd. 2, Art. 5, Loseblatt, Heidelberg 1991, Neubearbeitung 2017, ISBN 978-3-8114-1053-4 (Grundwerk).
- Kommentierung der Art. 70–74, 125 a und b, 101–104 GG. In: Michael Sachs (Hrsg.): Grundgesetz. 9. Auflage. C. H. Beck, München 2021, ISBN 978-3-406-66886-9.
- Gesetzgeberische Sorgfaltspflichten bei der Energiewende – Verfassungsfragen der 13. AtG-Novelle. Nomos, Baden-Baden 2013, ISBN 978-3-8487-0295-4.
- Autor in: Detlef Merten, Hans-Jürgen Papier (Hrsg.): Handbuch der Grundrechte. C. F. Müller, Heidelberg:
  - Band 3: Grundrechte in Deutschland – Allgemeine Lehren II. 2009, ISBN 978-3-8114-3502-5, darin: § 61 Grundrechtsausgestaltung und Grundrechtsbeschränkung.
  - Band 4: Grundrechte in Deutschland – Einzelgrundrechte I. 2011, ISBN 978-3-8114-4443-0, darin: § 105 Rundfunkfreiheit.

Über 300 Aufsätze und Monographien aus verschiedenen Teilgebieten des Öffentlichen Rechts: Medienrecht, Staatsorganisationsrecht und Grundrechte, Baurecht, Umweltrecht, Atomrecht.